# Ruden Riemens
Ruden Riemens (Middelburg, 1963) is Nederlandse fotograaf.
Hij is zoon van fotograaf Wim Riemens en volgde de School voor Fotografie in Den Haag. Als freelance-fotograaf exposeerde hij in Amsterdam (Profoto, Arti et Amicitiae, Maison Descartes, Capi Lux), Tours (Institute Français) en Middelburg (Zeeuws Kunstenaarscentrum). 
Samen met Kees Slager publiceerde hij in 2001 "...en m'n zuster die heet Kee...", een boek met portretten en levensverhalen van Borselse boerinnen, de laatste vrouwen in Zuid Beveland, die nog de streekdracht droegen. 
In 1997 kreeg hij een nominatie voor de Zilveren Camera in de categorie Portret.

## Verdere uitgaven
- Topsy Baits : 25 jaar zagerkweek, tekst: Gees van Hemert, fotografie: Ruden Riemens, uitgever: Topsy Baits, Goes, Met samenvatting in het Engels, 88 p., foto's, 31 cm, ISBN 978-90-90-29444-5 (gebonden)

- International Standard Name Identifier: 0000 0000 3377 4847
- Library of Congress Control Number: n98071276
- Nederlandse Thesaurus van Auteursnamen: 166186090
- PIC: 389363
- RKD-Nederlands Instituut voor Kunstgeschiedenis: 282063
- Virtual International Authority File: 53467920
- WorldCat: E39PBJhXbJjtJjQ4tvxwfKCWjC